# Malice (województwo lubelskie)
Malice – wieś w Polsce położona w województwie lubelskim, w powiecie hrubieszowskim, w gminie Werbkowice.
| SIMC    | Nazwa          | Rodzaj    |
| ------- | -------------- | --------- |
| 0905089 | Kolonia Malice | część wsi |
| 0905095 | Kożuchy        | część wsi |

W latach 1975–1998 miejscowość administracyjnie należała do województwa zamojskiego.
Wieś stanowi sołectwo gminy Werbkowice.  Według Narodowego Spisu Powszechnego z roku 2011 wieś liczyła 342 mieszkańców i była  ósmą co do liczby ludności miejscowością gminy.
Wierni Kościoła rzymskokatolickiego należą do parafii Niepokalanego Poczęcia Najświętszej Maryi Panny w Turkowicach.

## Historia
Według Słownika geograficznego Królestwa Polskiego z roku  1885 Malice to wieś nad Huczwą w powiecie hrubieszowskim, gminie Werbkowice, parafii Turkowice. W 1827 r. było tu 28 domów i 306 mieszkańców. Z opisu Towarzystwa Kredytowego Ziemskiego wynika że dobra Malice składały się z folwarków: Malice i Łysa Góra oraz wsi Malice. Rozległość dóbr wynosiła mórg 1170 w tym folwark Malice: grunta orne i ogrody mórg 218, łąk mórg 102, lasu mórg 433, nieużytki i place mórg 16, razem mórg 769, budynków murowanych 5, z drzewa 16; płodozmian 10. polowy. Folwark Łysa Góra: grunta orne i ogrody mórg 331, łąk mórg 64, nieużytków i placy mórg 6, razem mórg 401, budynków z drzewa 3, płodozmian 7. polowy. W dobrach był młyn wodny, cegielnia, pokłady torfu. wieś Malice posiadała osad 54 z gruntem mórg 549.
Po I wojnie światowej znajdował się tu pionierski punkt udzielania pomocy okolicznej ludności, założony przez kwakrów.